# Nowe Ramoty
Nowe Ramoty (niem. Neu Ramten) – osada w Polsce położona w województwie warmińsko-mazurskim, w powiecie ostródzkim, w gminie Łukta w historycznym regionie Prus Górnych, przy drodze wojewódzkiej nr 527. W latach 1975–1998 miejscowość należała administracyjnie do województwa olsztyńskiego.
W 1974 r. do sołectwa Komorowo (Gmina Łukta, powiat ostródzki) należały następujące miejscowości: wieś Komorowo, PGR Komorowo, PGR Nowe Ramoty i PGR Ramoty. .
Inne miejscowości o nazwie Ramoty: Ramoty